# Dioscorea glabra
Dioscorea glabra är en enhjärtbladig växtart som beskrevs av William Roxburgh. Dioscorea glabra ingår i släktet Dioscorea och familjen Dioscoreaceae. Inga underarter finns listade i Catalogue of Life.